# Triticum polonicum
Espèce
Triticum polonicum, le blé de Pologne ou blé de Galice,  est une espèce de plantes monocotylédones de la famille des Poaceae (graminées), de la sous-famille des Pooideae.
C'est une céréale,  proche parente du blé cultivé, anciennement cultivée dans le bassin méditerranéen. Il est aujourd'hui en voie de disparition ainsi dans les oasis sahariennes où il a une présence limitée, quasi sporadique, mais nourrissante.
Le blé de Pologne n'a jamais été cultivé en Pologne (à une exception près, dans les années 1960, il fut cultivé en petite quantité ; cette expérience fut vite abandonnée). Carl von Linné lorsqu'il en vient à classer cette espèce de blé confondit la Galice région du nord-ouest de l'Espagne et du nord du Portugal avec la Galicie région du sud-est de la Pologne et de l'ouest de l'Ukraine Ces deux régions ayant le même nom en latin, c'est-à-dire : Galicia

## Génétique
Le blé de Galice est un blé tétraploïde, c'est-à-dire qu'il comporte quatre exemplaires de chromosome et avec un nombre de chromosomes dans les cellules somatiques correspondant à l'équation 2n = 28 (AABB). 

## Taxinomie

### Synonymes
Catalogue of Life (30 mai 2018)
- Agropyron  brevissimum P.Beauv.
- Deina polonica (L.) Alef.
- Deina polonica var. alba  Alef.
- Deina polonica var. clavata  Alef.
- Deina polonica var. ramosa  Alef.
- Deina polonica var. semiaristata  Alef.
- Deina polonica var. velutina  Alef.
- Gigachilon polonicum (L.) Seidl ex  Á.Löve
- Triticum abyssinicum Steud.
- Triticum aestivum var. polonicum  (L.) L.H.Bailey
- Triticum glaucum Moench, nom.  illeg.
- Triticum laevissimum Steud.
- Triticum maximum Vill.
- Triticum petropavlovskyi Udachin  & Migush.
- Triticum petropavlovskyi subsp.  mexicanum Bogusl.
- Triticum petropavlovskyi var.  petropseudobarbarossa Udachin & Migush.
- Triticum polonicum L.
- Triticum polonicum var.  abyssinicum (Steud.) Körn.
- Triticum polonicum subsp.  abyssinicum (Steud.) Vavilov
- Triticum polonicum var. compactum  Ser.
- Triticum polonicum var.  deformatum Ser.
- Triticum polonicum var.  grandiflorum Döll
- Triticum polonicum var. oblongum  Ser.
- Triticum polonicum var.  quadratum Ser.
- Triticum polonicum var.  submuticum Döll
- Triticum polonicum var.  tibeticum Udachin
- Triticum spinulosum Lag.
- Triticum turgidum var.  polonicum (L.) Yan ex P.C.Kuo

### Liste des sous-espèces et variétés

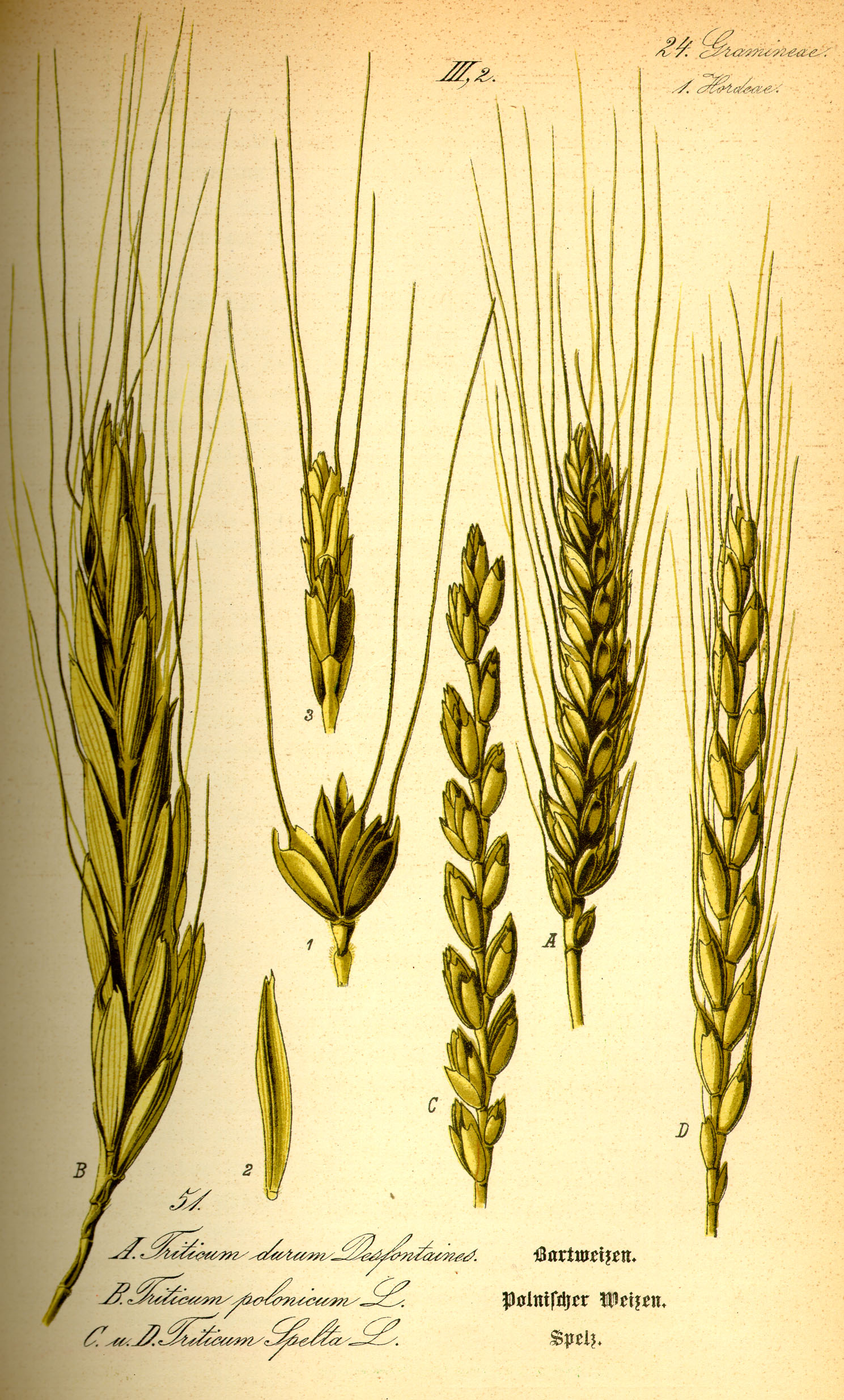
Planche botanique : comparaison blé dur(A), blé de Galice (B), épeautre (C et D)

Selon Tropicos (30 mai 2018) (Attention liste brute contenant possiblement des synonymes) :
- sous-espèces :
  - Triticum polonicum subsp. abyssinicum (Steud.) Vavilov
  - Triticum polonicum subsp. durum Á. Löve
  - Triticum polonicum subsp. turgidum Á. Löve
- variétés :
  - Triticum polonicum var. abessinicum Körn.
  - Triticum polonicum var. grandiflorum Döll
  - Triticum polonicum var. polonicum
  - Triticum polonicum var. submuticum Link
  - Triticum polonicum var. tibeticum Udachin